# Jérôme Besnard
Pour les articles homonymes, voir Besnard.
Jérôme Joseph François Édouard Besnard, né le 30 septembre 1900 à Louans et mort le 4 avril 1968 à La Ville-aux-Dames, est un prêtre catholique et résistant tourangeau de la Seconde Guerre mondiale.

## Biographie
Issu d'une famille de paysans, Jérôme Besnard voit le jour en 1900, dans la petite commune française de Louans, en Touraine.
Ordonné prêtre le 6 juin 1925, il devient vicaire de Bourgueil un mois après, avant d'exercer les mêmes fonctions à Château-Renault à partir de 1927. Puis, le 9 septembre 1932, il est nommé curé de Cinais.
En 1939, la Seconde Guerre mondiale éclate et l'abbé Jérôme Besnard est mobilisé. Fait prisonnier à Saint-Valery-en-Caux en mai 1940, il est interné au champ-de-courses de Rouen, où il reproduit des cachets allemands et fabrique de faux-papiers pour permettre à d'autres prisonniers de s'évader. Il s'enfuit finalement du camp en mars 1941 et revient à Cinais, où il reprend ses fonctions sacerdotales.
Bientôt nommé secrétaire de mairie, il profite de ses nouvelles fonctions pour retourner à la fabrication de faux-papiers et aider les Juifs et les prisonniers évadés. Il constitue alors son propre réseau de résistance avec son oncle, habitant de Cussay, qui reçoit les évadés chez lui. L'abbé entre par ailleurs en relations avec Félicien Piquier, qui, sous le pseudonyme de Lieutenant Pierre, dirige le maquis de Scévolles, implanté aux confins de la Vienne et de l'Indre-et-Loire ; il lui envoie candidats à la résistance et autres réfractaires au STO. L'abbé n'en néglige pas pour autant son ministère, qu'il poursuit avec zèle. Cela ne l'empêche pas d'éprouver des difficultés avec sa hiérarchie, qui supporte mal sa turbulence. 
Le 26 novembre 1943, l'abbé Jérôme Besnard est finalement muté à la paroisse de La Ville-aux-Dames, où il ne tarde pas à reprendre ses activités dans la résistance. Posté non loin de la gare de Saint-Pierre-des-Corps, il organise le ravitaillement des trains de déportés, auxquels il fait parfois parvenir du matériel d'évasion. En contact avec Résistance-Fer, il participe aussi au sabotage de la voie ferrée. Il devient par ailleurs membre du groupe Baobab du réseau Marco-Polo et transmet de nombreux renseignements sur les déplacements des unités allemandes. Il prend alors pour nom de code « la Dame en noir ».
Après-guerre, l'abbé est élu président de l'Union Départementale des Combattants Volontaires de la Résistance d'Indre-et-Loire. Il poursuit en outre ses activités politiques en devenant conseiller municipal et adjoint au maire de La Ville-aux-Dames.
L'abbé meurt de maladie en 1968. Il est enterré au vieux cimetière de La Ville-aux-Dames. 
Aujourd'hui, l'impasse de la Dame-en-Noir y conserve la mémoire du prêtre sous son nom de résistant « la Dame en noir » : c'est la seule voie de la commune dédiée à un homme,.

## Hommages et distinctions

### Décorations
- Médaille militaire[11]
- Croix de guerre 1939-1945, palme de bronze
- Médaille de la Résistance française
- Médaille des Passeurs

### Autres hommages
- À La Ville-aux-Dames, impasse de la Dame-en-Noir, selon son nom dans la résistance ;
- Plaque sur sa tombe, offerte par la résistance locale.

## Pour en savoir plus